# 愛媛県立とべ動物園
愛媛県立とべ動物園（えひめけんりつとべどうぶつえん）は、愛媛県伊予郡砥部町にある愛媛県立の動物園。愛媛県総合運動公園内に位置している。

## 概説
敷地面積（11.2㏊）・内容ともに西日本有数の動物園である。無柵放養式展示の一種であるパノラマ展示を行っている。
前身は1953年に松山市に創立された愛媛県立道後動物園で、道後では周辺への環境問題や施設の拡張が難しいため1988年4月に現在地に移転し開園した。前身である道後動物園では世界で唯一ニホンカワウソを飼育しており、現在のシンボルマークにはニホンカワウソを使用している。動物園の維持管理運営を主な目的として、1987年4月1日に財団法人愛媛県動物園協会が設立され、愛媛県の公益認定を受けて2010年6月1日から公益財団法人愛媛県動物園協会となった。
1999年12月2日に誕生したホッキョクグマのピースは、日本で初めて人工哺育に成功し、人工哺育での最長飼育期間を2025年1月現在、25年以上と更新中である。

## 年表
- 1953年：道後動物園が開園。
- 1956年：ニホンカワウソ来園。
- 1969年：ニホンカワウソ「マツ」が死亡、飼育が途絶える。
- 1983年：クロクモザルの人工保育で日本初の繁殖に成功する。
- 1984年：ゲラダヒヒの人工保育に国内で初めて成功する。
- 1987年：道後動物園が閉園。
- 1988年：県総合運動公園内に移転、「とべ動物園」として開園。
- 1990年：国内で初めてボンネットモンキー、オオサイチョウの繁殖に成功する。
- 1994年：国内で初めてアフリカニシキヘビの繁殖に成功する。
- 1995年：国内で初めてオオホウカンチョウの繁殖に成功する。
- 1997年：国内で初めてアオボウシインコの繁殖に成功する。
- 1999年：ホッキョクグマ「ピース」誕生。
- 2006年：アフリカゾウ「媛」誕生。国内で初めてアジアスイギュウの人工授精に成功する。
- 2008年：国内最高齢のベンガルトラ「リキ（26歳）」が死亡。
- 2010年：アカカンガルー「ブティー（12歳）」が出産。 ※人間の年齢に直すと100歳を超える。
- 2013年：日本最大(推定6t)[8]のインドゾウ「太郎（39歳）」が1月26日まで生存[9]。
- 2013年：アフリカゾウ「リカ」、日本初の3頭目の子象を出産[10]。
- 2015年：ホワイトタイガー「オメガ」雄にかまれ死ぬ[11]。
- 2024年：入園者数2000万人に到達。

## 代表的な飼育動物
- レッサーパンダ
- ホッキョクグマ
- ライオン
- ワオキツネザル
- ムツオビアルマジロ
- 野間馬

2010年3月末時点で、約170種823点の動物が集められている。

## 展示
園内は12のゾーンに分けられている。

### スネークハウス
爬虫類・夜行性動物のゾーン

### ウォーターストリート

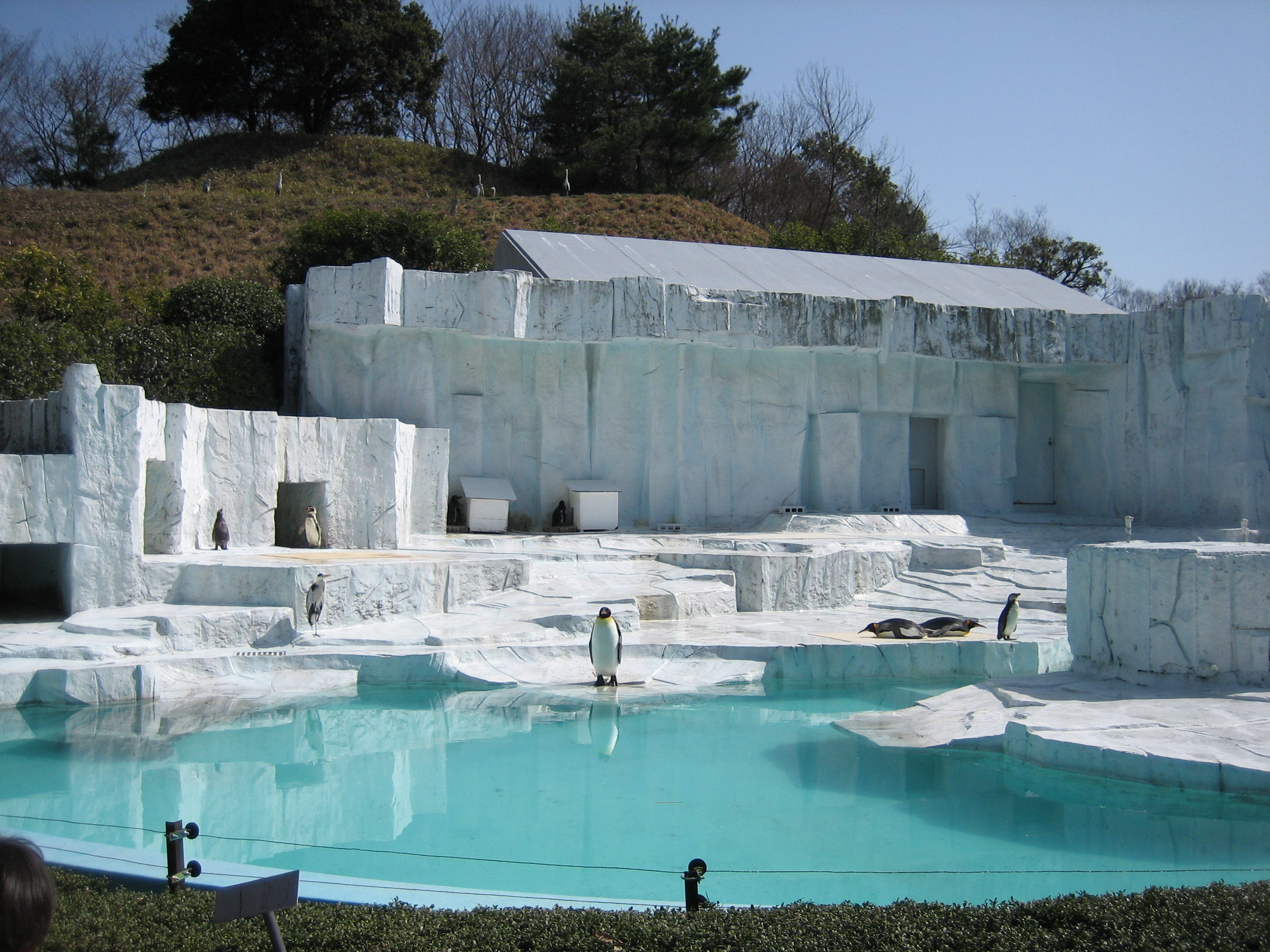
ウォーターストリートのペンギン広場

水鳥・水棲動物のゾーン
- フラミンゴ舎
- 水禽ケージ舎
- ペンギン舎
- ツル舎
- 水禽舎

### アメリカストリート
アメリカ大陸に生息する動物・猛禽類のゾーン
- バイソン・ラマ舎
- 南米獣舎
- 中獣舎
- 猛禽舎

### アフリカストリート

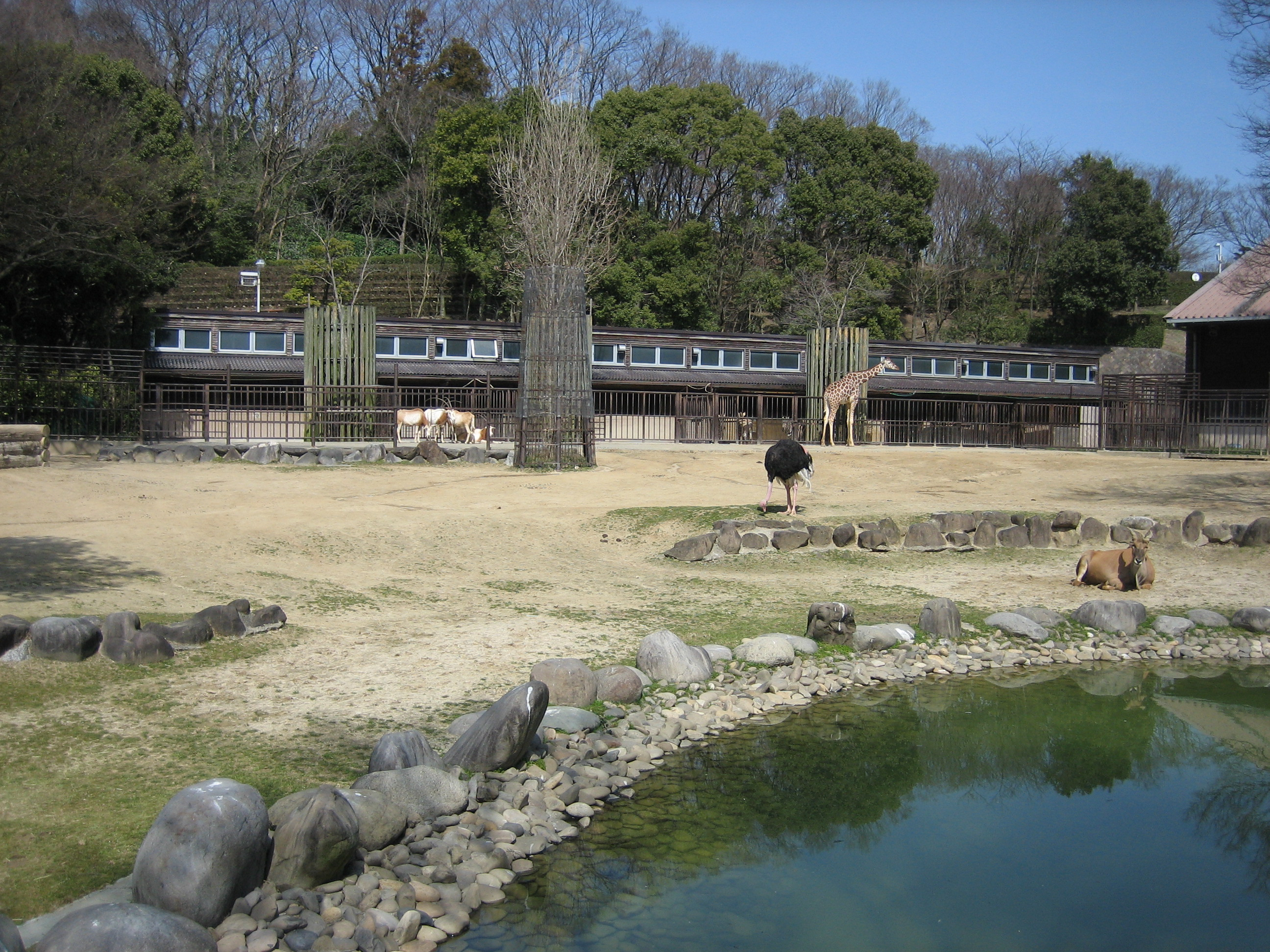
アフリカストリートのサバンナ観察センター

アフリカ大陸に生息する動物のゾーン
- ライオン舎
- キリン舎
- サイ・カバ舎
- ヒョウ舎
- 動物慰霊碑
- オアシスガーデン
- アニマルステージ

### ゾウストリート

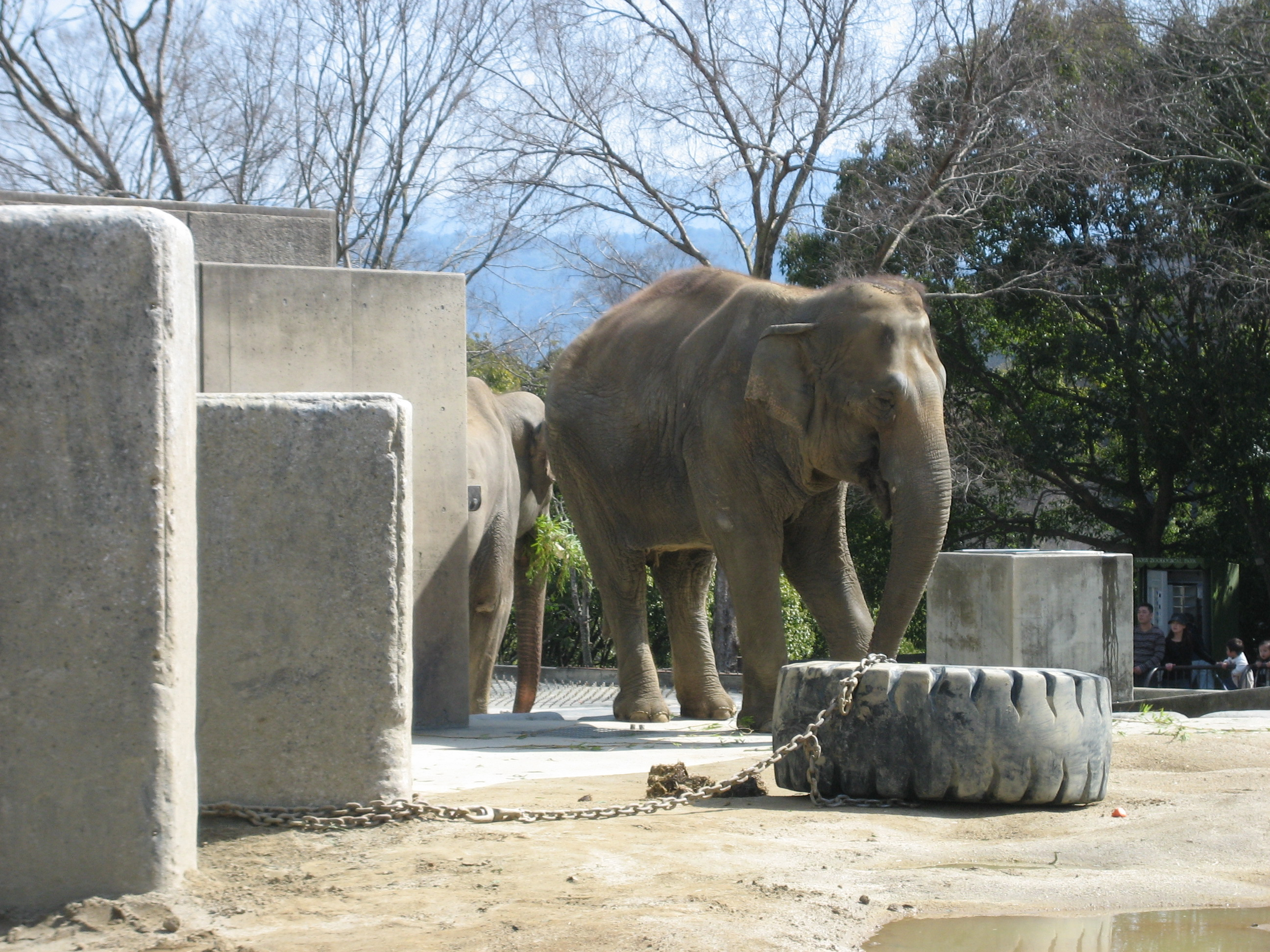
ゾウストリートのゾウ舎

インドゾウ・アフリカゾウ・トラのゾーン
- ゾウ舎
- トラ舎
- タイガーヒル

### モンキータウン
様々なサルがいるゾーン
- 類人猿舎
- サル舎
- ヒヒ舎
- クモザル舎

### オーストラリアストリート
オーストラリア大陸に生息する動物のゾーン
- ヒクイドリ・エミュー舎
- カンガルー・ワラビー舎

### アジアストリート
アジア地域に生息する動物のゾーン
- ノウマ・シカ舎
- サル山・イノシシ舎
- ウシ舎
- ラクダ舎
- キョン舎
- 風の庭

### リトルワールド
小動物・レッサーパンダ・アライグマのゾーン
- 小獣ピット舎
- 小獣ケージ舎
- リスザル舎
- なかよし広場
- ロバ・ポニー舎
- インコのとまり木
- こども動物センター
- 保護鳥獣舎
- わくわくランド

### こども動物センター
リトルワールドの一画にあり、図書館やレクチャールームなどがあるほか、ニホンカワウソの剥製や骨格標本が展示されている。

### ベアストリート
クマ科の動物・アシカのゾーン
- クマ舎
- アシカ舎

### ふれあい売店
動物園直営の売店でレッサーパンダ舎に隣接している。

## 付帯施設
- レストラン
  - 展望レストラン SKY GARDEN
  - 軽食コーナー（とべまるカフェ） - ふれあい売店横にあった軽食コーナーを展望レストラン前に移転して2023年7月29日にテイクアウト専門の「とべまるカフェ」としてオープン[13]。
- 休憩所

## イベント
- 1月 もちつき大会（2・3日）
- 2月
- 3月
- 4月 開園記念日（1日）、ペンギンの引っ越し
- 5月 とべ動物園写生大会
- 6月
- 7月
- 8月
- 9月 敬老月間イベント（15日）
- 10月 動物慰霊祭（最終日曜日）
- 11月 ペンギンの引っ越し
- 12月 ピース誕生日〈2日）、干支送り（28日）

- カバ・サイのスキンシップイベント（毎週土・日曜日・祝日午後1:30～、アフリカストリート）

カバやサイにエサをあげたり触れることができる。
- 近くで見るとでっかいゾウ！（毎月第1・第3土曜日午前11:30～、ゾウストリート）

インドゾウにエサをあげたり近くで見ることができる。〈定員30人、要スキンシップ券100円）
- アフリカゾウへのエサやり（毎週日曜日・祝日午後1:00～、アフリカストリート）

アフリカゾウにエサをあげることができる。（要スキンシップ券100円）
- なかよし広場でスキンシップ（毎週土・日曜日・祝日午前10:00～10:45・11:00～0:00・1:00～1:45・2:00～3:00、リトルワールド）

ウサギ、モルモット、ヤギに触れることができる。
- ポニーの乗馬（毎週土曜日午後1:30～、リトルワールド）

先着20名、要整理券
- COME ON スネークハウス（毎月第1日曜日午後1:00～3:00、 スネークハウス）

## 開園時間
午前9:00～午後5:00（入園は午後4:30まで）
- 休園日
  - 毎週月曜日（月曜日が祝日の場合は開園し、その翌日の火曜日も開園）
  - 年末年始（12月29日～1月1日）[14]

## アクセス
- 伊予鉄道「松山市駅」または「いよ立花駅」から伊予鉄バス森松・砥部線「えひめこどもの城」行きバス乗車、「とべ動物園前」下車（30分間隔）
- 松山ICから国道33号を南に約10分
- 松山市中心部から国道33号を南に約20分。

## 周辺施設
- 愛媛県総合運動公園
- えひめこどもの城